# Márcio Greyck
Márcio Pereira Leite (Belo Horizonte, 30 de agosto de 1947) é um músico, cantor e compositor brasileiro.
É o autor de sucessos como O Infinito, Impossível Acreditar Que Perdi Você, O Mais Importante É o Verdadeiro Amor, Aparências, O Travesseiro, Reencontro e outros.
Como compositor também tem canções gravadas por Roberto Carlos, como Tentativa e Vivendo por Viver. Esta última foi também gravada por Zezé di Camargo e Luciano, e ainda por Sérgio Reis.

## Biografia
A sua carreira teve início em 1967 quando lançou o seu primeiro disco com canções dos Beatles, incluindo a sua primeira composição Venha Sorrindo.
O sucesso nacional chegou em 1971, com a canção Impossível Acreditar que Perdi Você, parceria com o seu irmão Carlos Alberto Pereira Leite, o Cobel, lançada em 1970 em single que marcou a estreia do cantor na gravadora CBS. O disco vendeu mais de 500 mil cópias, sendo considerado à época como um fenômeno de vendas, tendo ficado nas paradas durante seis meses consecutivos. A canção foi regravada por mais de 60 artistas de diferentes estilos de interpretação, entre eles Fábio Júnior, Rita Ribeiro, Verônica Sabino, Wilson Simonal, Rosana, e Toni Platão.
Na sequência, Greyck emplacou nas paradas duas versões de sucessos românticos italianos, O mais importante é o verdadeiro amor (Tanta voglia di lei, Roby Facchinetti e Valerio Negrini em versão em português de Fernando Adour, 1972) e Infinito (L' infinito, Giancarlo Bigazzi e Toto Savio em versão em português de Fernando Adour, 1973), enquanto desenvolveu obra autoral.
Roberto Carlos incluiu Vivendo por viver – parceria de Márcio com Cobel – e Tentativa nos álbuns que lançou em 1978 e em 1980, respectivamente.
Em 1981, o cantor estourou com “Aparências”, regravada por ele em espanhol em um disco que tocou muito nos países da América Latina. Foi reconhecido também em Portugal.
Foi um dos artistas que mais atuaram em programas de TV, tendo inclusive apresentado o seu próprio programa (O Mundo É dos Jovens) na extinta TV Tupi de São Paulo, além de participar de festivais internacionais e ganhar prêmios importantes como a Gaivota de Plata em Viña del Mar no Chile, em 1983.
Atualmente reside em Belo Horizonte de onde se desloca para atender a inúmeros convites para shows em todo o Brasil. Trabalha também em parceria com seu filho mais novo, Bruno Miguel, que também prepara um CD com músicas inéditas a ser lançado em breve, depois de fazer sucesso com a canção Faz Assim incluída na trilha de Malhação da TV Globo em 2003, e recentemente como a mais executada em programas de rádio em todo o país na voz do grupo jovem Sorriso Maroto.
Recentemente autorizou a inclusão de sua mais famosa canção nas trilhas sonoras dos filmes 1972 de José Emílio Rondeau em 2006, e também em Árido Movie cujo personagem leva o seu nome, além do filme O Homem que Desafiou o Diabo com Marcos Palmeira, em que seu outro filho, Rafael Greyck, participa cantando "Impossível Acreditar que Perdi Você".
Em 2013, teve uma participação no filme Cine Holliúdy, uma comédia brasileira, dirigido por Halder Gomes, fazendo o papel de um comprador de carros.
Em 1º de setembro de 2021, lançou Envolver, pelo selo Discobertas, primeiro álbum de músicas inéditas desde Pés no chão e coração nas nuvens (1987).

## Vida pessoal
Namorou com a cantora Adriana (1967-1968); e com Maria da Conceição Miguel (1968-1973).
Casado duas vezes com Maria da Conceição Miguel (1973-1978), quando nasceu o primeiro filho do casal: o cantor Rafael Greyck; e (1981-1984), quando nasceu o segundo filho: o ator e cantor Bruno Miguel.

## Discografia

### No Brasil
- 1967 - Márcio Greyck I
- 1968 - Márcio Greyck II
- 1969 - Márcio Greyck III
- 1971 - Corpo e Alma
- 1974 - Márcio Greyck IV
- 1979 - Sentimento
- 1981 - Aparências
- 1982 - Márcio Greyck V
- 1983 - Márcio Greyck VI
- 1987 - Pés no Chão e Coração nas Nuvens
- 1997 - No Tempo, No Ar e No Coração...
- 1998 - O Mais Importante (coletânea)
- 2008 - Pra Sempre (coletânea)
- 2021 - Envolver

### Fora do Brasil
- 1983 - Marcio Greyck (En Castellano)